# شناور قدرت OE

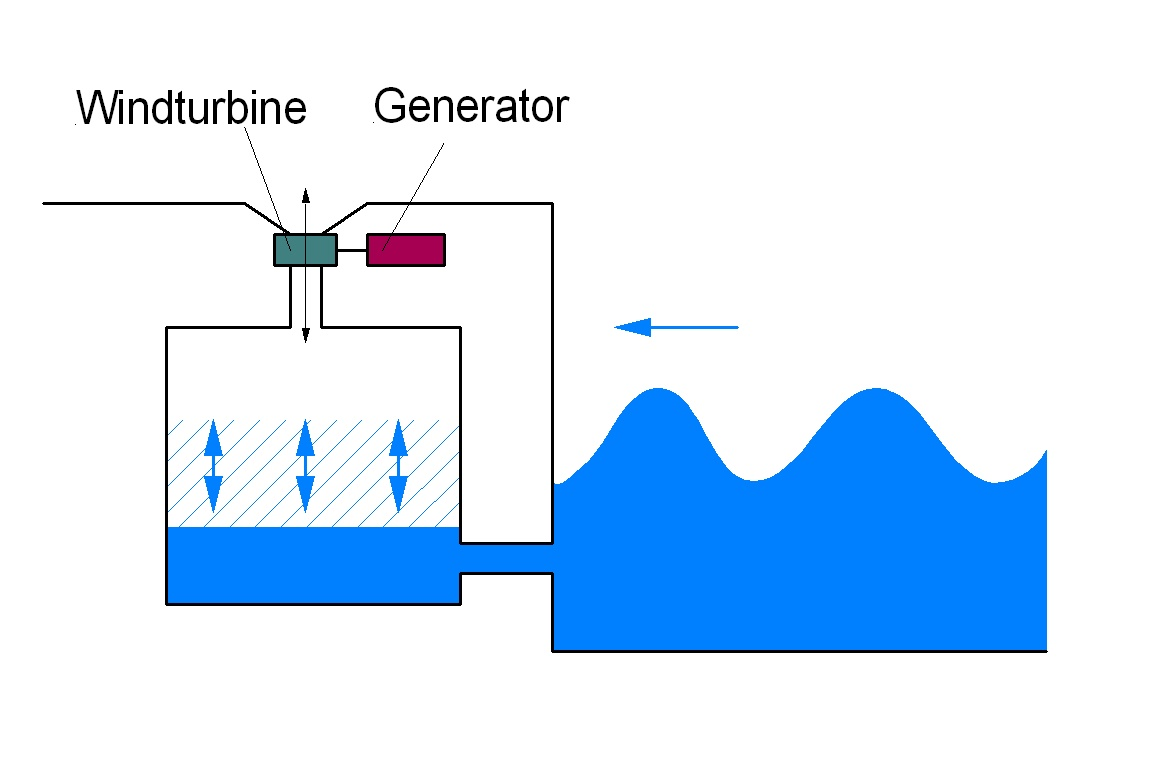
ستون آب نوسانی (OWC)

شناور تولید برق OE یا شناور قدرت OE (به انگلیسی: OE buoy) یک نوع مبدل انرژی موج است که از نوسان آب دریا، انرژی الکتریکی تولید می‌کند. این شناور انرژی جنبشی ناشی از نوسان امواج سطح اقیانوس را به انرژی الکتریکی تبدیل می‌کند و از فناوری ستون آب نوسانی استفاده می‌کند.
شناور OE در واقع نسخه‌ای است از دستگاه معروف شناور کانال خم عقب (Backward Bent Duct Buoy) به اختصار (BBDB) است که در سال ۱۹۸۶ توسط پیشگامان موج انرژی و یوشیو ماسودا فرمانده نیروی دریایی ژاپن اختراع شد.
شناور OE در سال ۲۰۰۶ با استفاده از مدل مقیاس ۱به۴ با وزن ۲۸ تن در منطقه اسپیدال شهر گالوی در ایرلند مورد آزمایش قرار گرفت. این شناور در حال ارتقای کارایی توسط شرکت Ocean Energy (به اختصار OE) است. شناور OE به گونه‌ای طراحی شده‌است تا در فواصل دور از ساحل و در آب‌های عمیق که در آن خیزآب‌های دریا (تورم اقیانوس)، فعالیت‌های موجی تولید می‌کند، کار کند.
این شناور به کمک یک توربین ولز برق تولید می‌کند. بر اساس یک آزمایش ۳ ماهه انتظار می‌رود که شناور OE مقیاس کاملِ خود حدود ۵۰۰ مگاوات برق تولید کند. شناورهای OE در خشکی مونتاژ می‌شوند و سپس توسط قایق به مکان‌های بهینه انرژی منتقل می‌شوند.